# آرون كارتر
آرون تشارلز كارتر (7 ديسمبر 1987 - 5 نوفمبر 2022)، هو مُغني راب أمريكي وكاتب أغاني وممثل وراقص ومنتج تسجيلات. اشتهر لأول مرة كمغني موسيقى البوب والهيب هوب في أواخر التسعينيات، إذ أسس نفسه كنجم بين جمهور ما قبل المراهقة والمراهقة خلال السنوات الأولى من القرن الحادي والعشرين بألبوماته الأربعة في الاستوديو.
بدأ كارتر مسيرته الفنية في سن السابعة وأصدر أول ألبوم له في عام 1997 في سن التاسعة، وبيع من الألبوم مليون نسخة في جميع أنحاء العالم. حقق ألبومه الثاني Aaron's Party (Come Get It) الذي صدر عام 2000 مبيعات قاربت ثلاثة ملايين نسخة في الولايات المتحدة، وبدأ بالظهور كضيف في برنامج نيكلوديون ورافق فرقة باكستريت بويز في جولاتهم الغنائية بعد وقت قصير من تحقيق الألبوم لرقم قياسي في المبيعات. كان الألبوم التالي لكارتر بعنوان (Oh Aaron) الذي حقق نجاحًا باهرًا، ثم أصدر ألبوم أخر بعنوان (Another Earthquake) في عام 2002، تلاه ألبوم أخر في عام 2003 أحتوى على أكثر أغانيه شهرة.
ظهر كارتر في برنامج (الرقص مع النجوم)، وفي عدد من المسرحيات الموسيقية وقدم عدة عروض. في عام 2014 أصدر أغنية فردية لمغني الراب (بات سولو) بعنوان "Ooh Wee". وأصدر أغنية منفردة بعنوان (Fool's Gold) في 1 أبريل 2016 وأسطوانة مطولة بعنوان (LøVë) في فبراير 2017. صدر ألبومه الخامس الذي يحمل نفس الاسم في 16 فبراير 2018. في 5 نوفمبر 2022، توفي كارتر عن عمر يناهز 34 عاماً في منزله في لانكستر، كاليفورنيا. ذكر موقع تي ام زي أن كارتر عُثر عليه غارقاً في حوض الاستحمام الخاص به. قال ممثل لفريق كارتر إن سبب الوفاة لا يزال قيد التحقيق.

## روابط إضافية
- آرون كارتر على موقع IMDb (الإنجليزية)
- آرون كارتر على موقع ألو سيني (الفرنسية)
- آرون كارتر على موقع ميوزك برينز (الإنجليزية)
- آرون كارتر على موقع أول موفي (الإنجليزية)
- آرون كارتر على موقع قاعدة بيانات برودواي على الإنترنت (الإنجليزية)
- آرون كارتر على موقع إن إن دي بي (الإنجليزية)
- آرون كارتر على موقع أول ميوزيك (الإنجليزية)
- آرون كارتر على موقع ديسكوغز (الإنجليزية)
- آرون كارتر على موقع قاعدة بيانات الفيلم (الإنجليزية)
- آرون كارتر على موقع كينوبويسك (الروسية)